# ガイガー＝マースデンの実験
ガイガー–マースデンの実験（ガイガーマースデンのじっけん）またはラザフォードの散乱実験（ラザフォードのさくらんじっけん）とは、原子の構造を解明するために行われた画期的な一連の実験である。1908年から1913年まで、マンチェスター大学の物理学研究室でアーネスト・ラザフォードの指導の下でハンス・ガイガーとアーネスト・マースデンによって行われた。
この実験により、すべての原子には、正（プラス）に帯電しほとんどの質量が集中している原子核があることが発見された。このことは、アルファ粒子を金属箔に当てたときの散乱の様子から分かった。

## 要約

### 原子の構造についての当時の理論
ラザフォードの実験がなされた当時は、原子構造の一般的な理論はプラム・プディングモデルであった。この原子模型はウィリアム・トムソンが考案し、J.J.トムソンが発展させたものである。J.J.トムソンは、原子を構成する要素としての電子を発見した科学者であった。彼は原子は正電荷の球体であり、負電荷の電子はクリスマス・プディングのプラムのように、その全体に分散していると考えた。当時は陽子や中性子の存在は知られていなかった。しかし、原子が非常に小さいことは分かっていた（ラザフォードは10-8m のオーダーだと考えていた）。この時代の原子模型は古典（ニュートン）力学によるが、現在では量子力学によるモデルが使われている。

ラザフォードの実験以前でも、トムソンの原子模型は広く受け入れられていたわけではない。トムソンにしても、自分の考えを完全で安定したモデルとしてまとめきれてはいない。日本の長岡半太郎は、互いに反発する電荷が相互に浸透するはずがないとして、トムソンの原子模型をまったく否定した。長岡は、原子の正電荷が核をつくり、電子が土星の輪のような軌道を回る原子模型を提案した。

### プラム・プディングモデルによる予想
アルファ粒子は、顕微鏡では見えない正電荷の粒子である。トムソンの模型では、アルファ粒子が原子と衝突すると、最大何十分の1度か曲がるだけでまっすぐ通り抜ける。原子のスケールでは「固体」であることに意味はない。アルファ粒子は原子に当たっても、ビー玉のように跳ね返ることはない。トムソンの模型では原子のつくる電場がはたらくとされるが、それは弱いのでたいした影響は受けない（アルファ粒子は非常に高速で移動する）。トムソン模型では、正電荷も負電荷も、原子の全体に拡がっている。クーロンの法則によれば、電荷が分散していれば、その表面での電場は弱くなる。

例として、金の原子に対して接線方向に通過するアルファ粒子を取り上げる。この場合に電場が最も強くなり、アルファ粒子の偏向 θ が最大になる。電子はアルファ粒子よりずっと軽いので、その影響は無視でき、原子は正電荷の重い球体とみなせる。
Qg = 金原子の正電荷 = 79 e = 1.26558×10−17 C
Qα = アルファ粒子の電荷 = 2 e = 3.204×10−19 C
r = 金原子の半径 = 1.44×10−10 m
v = アルファ粒子の速度 = 1.53×107 m/s
m = アルファ粒子の質量 = 6.64×10−27 kg
k = クーロンの定数 = 8.98×109 N·m2/C2
古典力学では、アルファ粒子の側面方向への運動量の変化 py は、それを力積に置き換え、力をクーロン力で表すと：
{\displaystyle p_{y}={\bar {F}}t<k{\frac {Q_{\alpha }Q_{g}}{r^{2}}}\cdot {\frac {2r}{v}}}
{\displaystyle \tan \theta ={\frac {p_{y}}{p_{x}}}<k{\frac {Q_{\alpha }Q_{g}}{r^{2}}}\cdot {\frac {2r}{v}}\cdot {\frac {1}{mv}}=0.000325}
{\displaystyle \theta <0.000325~{\text{rad}}~({\text{or}}~0.0186^{\circ })}
以上はトムソン模型の原子にアルファ粒子が近接したらどうなるかの近似計算に過ぎないが、最大偏向でも1度の何十分の1かのオーダーであることは明白である。アルファ粒子が400原子の厚さの金箔を通り抜け、（ありそうにない仮定だが）揃って同じ方向に最大の偏向を受けたとしても、まだほんの少しの偏向である。

### 実験の結果

左： トムソンの原子模型が正しいとすると、すべてのアルファ粒子はほとんど散乱されずに箔を通り抜ける。
右： ガイガーとマースデンの観測では、一部のアルファ粒子は強い偏向を示した。

ラザフォードの指導を受けて、ガイガーとマースデンはアルファ粒子のビームを金属の薄い箔に当てて、蛍光板を使って散乱を測定する実験を繰り返した。彼らは金属箔からあらゆる方向に跳ね返るアルファ粒子を点として記録し、その結果、いくつかがアルファ粒子の線源方向に跳ね返ることが分かった。これはトムソンの模型によればありえないはずである。このモデルではアルファ粒子は真っ直ぐに通り抜けるからだ。明らかにこれらの粒子は、トムソンの模型が示すよりもはるかに大きな静電気力に遭遇している。つまり、原子の正電荷は、トムソンが想像したよりもずっと小さい容積に集中していることになる。
ガイガーとマースデンが金属箔にアルファ粒子を当てたとき、90°を超える偏向を示したのはほんの一部だけであった。ほとんどは、真っ直ぐに通り抜けた。これは、複数の強い正電荷の小さな球体が、大きなカラッポの空間によって隔てられていることを意味した。テニスボールを詰め込んだ大きなバッグを持って、雑木林の端に立ち、林に向かってテニスボールを目を瞑って投げるとしよう。大部分のボールは何にも当たらず飛んで行くが、いくつかは木の幹にあたりいろいろな方向に散乱される。ラザフォードが見たアルファ粒子の散乱のパターンは、これに似ている。金属箔本体の大部分はカラッポの空間なので、大部分の粒子は真っ直ぐに通り抜ける。しかし、いくつかは小さいがしっかりした障害物、すなわち原子の核に「ぶち当たる」
ラザフォードはトムソンの原子模型を棄て去り、その代わりに新たな原子模型を提案した。ラザフォードの模型では、原子は大部分がカラッポの空間であり、その正の電荷は中心の極小容積に集中しており、その回りを電子が取り巻いている。

## 経過

### 背景
アーネスト・ラザフォードはマンチェスター大学の物理学教授であり、放射線の研究ではすでに名声を確立していた。彼はアルファ線、ベータ線、ガンマ線を発見し、それらは放射性崩壊の結果であると証明していた。彼は1906年に訪ねてきたハンス・ガイガーというドイツ人に感心し、そのまま留まらせて研究の手助けをさせていた。また、アーネスト・マースデンはガイガーの下で物理学を学んでいだ学生であった。
アルファ粒子は小さい正電荷粒子で、ウランやラジウムから自然に放出される。これは、1899年にラザフォード自身が発見した。1908年に、彼はその質量/電荷比の正確な測定を試みた。このためにはまず、サンプルのラジウムから何個のアルファ粒子が出ているのかを知る必要がある（その後で全体の電荷を測り粒子数で除算する）。アルファ粒子は小さすぎて顕微鏡では見えないが、この粒子が空気中の分子をイオン化するので、空気中に電場を作ればイオンが電流となることをラザフォードは知っていた。この原理にもとづいて、ラザフォードとガイガーは電極とガラス管から構成される単純なカウンターを作った。ガラス管を通り抜けるアルファ粒子はすべて、電気パルスとしてカウントできる。これはガイガー・カウンターの初期バージョンであった。
ガイガーとラザフォードが作ったカウンターは、検出器中での空気分子とアルファ粒子の衝突による偏向が強すぎて信頼できないことが分かった。アルファ粒子の軌跡が非常に異なるために、気体を通過するときに生成するイオンの数が同じにはならないので、示度があてにならなかった。アルファ粒子は重いのでそんなに偏向するはずがないと考えていたラザフォードは、この問題に頭を悩ませた。彼はガイガーに、いったい何がどのくらいの量あって、アルファ線を散乱させているのかを調べるように指示した。
金属箔の厚さや材質によってアルファ粒子の散乱がどのように変化するかを観測するために、彼らの実験では金属箔にアルファ粒子を当てていた。粒子の軌跡を測定するのには、蛍光板を用いた。この板にアルファ粒子が当たると、ちっぽけな発光が起きる。ガイガーは暗い実験室で四時間ぶっ続けで、顕微鏡を使ってこのシンチレーションを数えた。ラザフォードはこのような忍耐力に欠けていたので、若者に頼ったのである。彼らはいろいろな金属箔を試したが、箔を薄くするには展延性のある金が最適であった。ラザフォードはアルファ粒子の線源には、ウランの数百万倍も放射性があるラジウムを選んだ。

### 1908年の実験

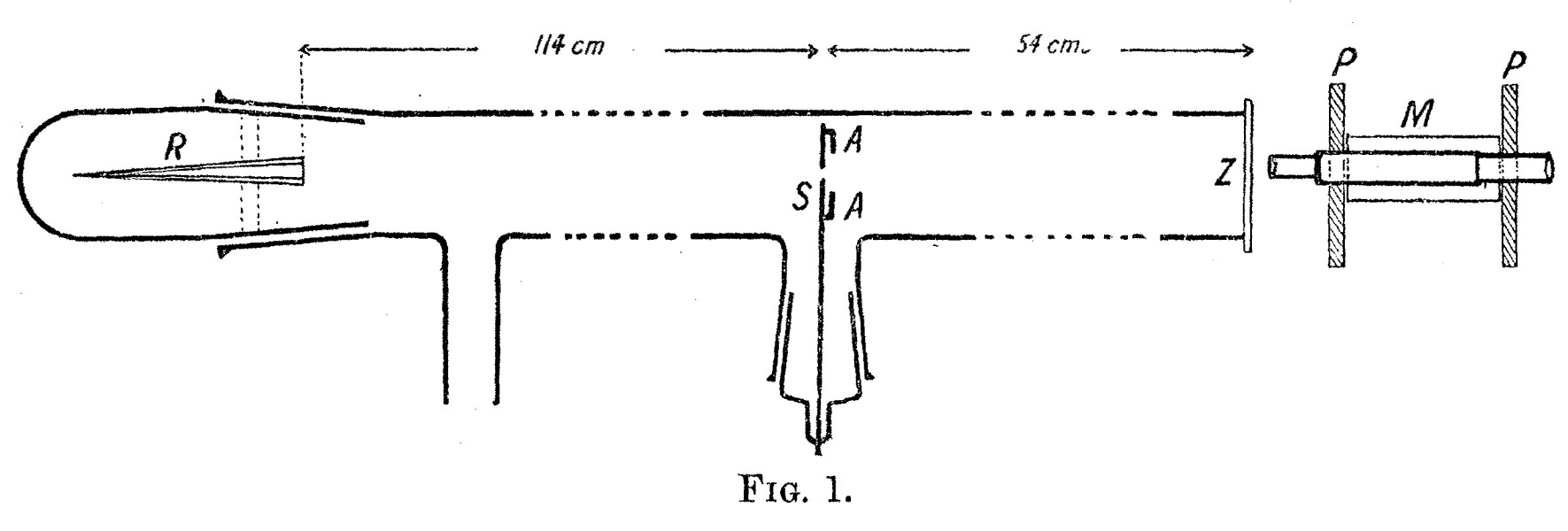
ガイガーによる1908年の論文で説明された装置。せいぜい数度ぐらいまでの偏向しか測定できない。

ガイガーによる1908年の論文 『物体によるアルファ粒子の散乱について』 では、次のような実験を記述している。
彼は2メートルに近い長いガラス管を作り、一方の端にはアルファ粒子の線源である多量の“ラジウムエマネーション” (R) を配置した。管の反対の端は蛍光板 (Z) で覆った。管の中央には0.9 mm 幅のスリットを設けた。
R からの粒子はスリットを通って、板上にあざやかな斑点を生成した。シンチレーションをカウントし拡がり具合を測定するには、顕微鏡 (M) を使った。ガイガーは管の空気を全部ポンプで抜いてアルファ粒子を妨害しないようにし、スリットの形に対応する鮮やかでクッキリした画像が板上に残るようにした。次に管に少し空気を残し、板上の斑点がもっと拡散するようにした。その後またポンプで空気を抜いて、AA のスリットにいくつかの金箔を置いた。これによって、斑点は再び拡散するようになった。この実験によって、空気によっても固体によってもアルファ粒子は間違いなく散乱することが示された。しかし、この装置では偏向の角度が小さいものしか検出できない。ラザフォードはアルファ粒子が 90° を超えるような、もっと大きな角度で散乱されていないかを知りたがった。

### 1909年の実験
1909年の論文 『アルファ粒子の拡散反射について』 でガイガーとマースデンは、アルファ粒子をまさしく90°を超えて散乱させてみた実験について述べている。この実験では、小さな円錐型のガラス管 (AB) に“ラジウム・エマネーション（ラドン）”、“ラジウム A” (真のラジウム) 、“ラジウム C” (ビスマス-214) を入れ、開口部を雲母でシールした。これが粒子の放出源である。さらに鉛板 (P) を用意し、その下に蛍光板 (S) を置いた。管は鉛板の上方に固定し、放出されたアルファ粒子が蛍光板に直接は当たらないようにした。それにもかかわらず、蛍光板にいくつかのシンチレーションが見られた。これは大気中の分子から跳ね返ったアルファ粒子が、鉛版を回避して当たったためである（これは真空中の実験ではない）。彼らは次に、金属箔 (R) を鉛板の側方に置いた。管を箔の方向にむけて、アルファ粒子が箔で跳ね返って鉛板の裏側ある蛍光板に当たるかどうかを見たところ、同様のシンチレーションが見られた。その数をカウントしたところ、原子量の大きい金箔などでは軽いアルミニウム箔に比べてより多くのアルファ粒子が反射されることが分かった。
ガイガーとマースデンは、反射されてくるアルファ粒子の割合を計算しようとした。しかし、この設定では管の中の（ラジウムとその崩壊物質など）放射性物質が複数あるので、放出されるアルファ粒子の飛程がマチマチであり、アルファ粒子の放出速度の確定は困難であった。今度は鉛板の上にラジウム C (ビスマス-214) だけを少量置いて、アルファ粒子が反射板 (R) で跳ね返って蛍光板に到達するようにした。反射板に当たった粒子のうち蛍光板に到達した粒子の割合は、ほんのちょっと（この場合は 1/8000）だけであった。

### 1910年の実験

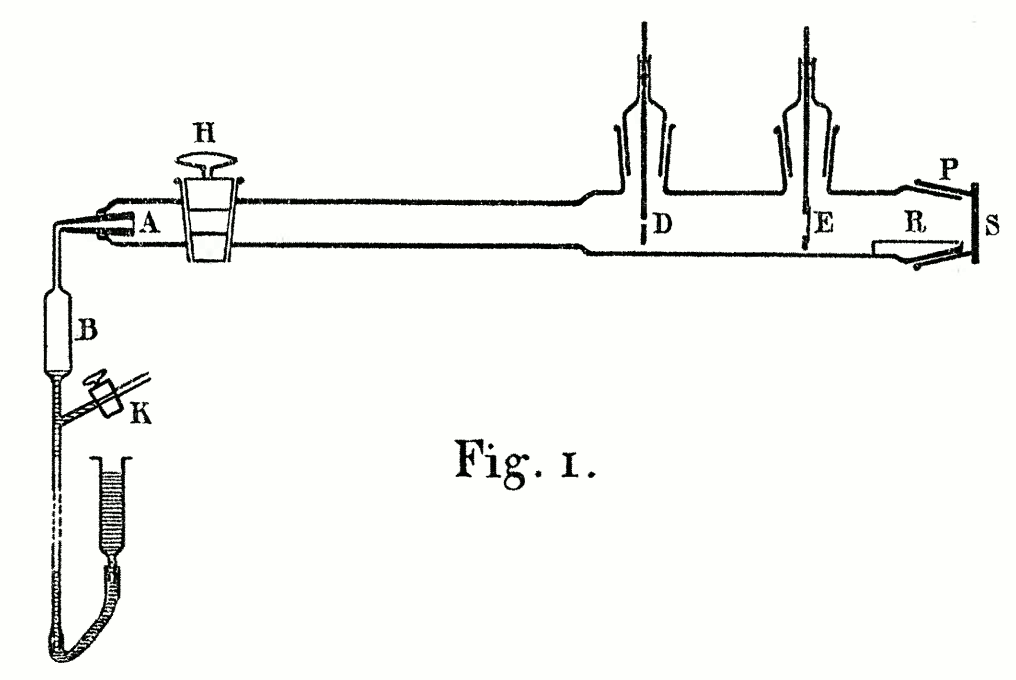
ガイガーの1910年の論文で記述された装置。箔の材質と厚さによる散乱への影響を正確に測定するために設計された。

1910年のガイガーの論文 『物質によるアルファ粒子の散乱』には、粒子が通過する物質、その物質の厚さ、粒子の速度にもとづいて、アルファ粒子が偏向する確率が最大の角度（最蓋然角）を求めるための実験が記述されている。彼は空気を抜いた気密のガラス管を作った。この一方の端には“ラジウムエマネーション”（ラドン-222）を入れたバルブ (B) をつけた。B 中のラドンは水銀を使って細いガラスのパイプに吸い上げられた。その端 A は雲母で栓をされている。管のもう一方の端には、蛍光の硫化亜鉛を塗った板を置いた。板上のシンチレーションを数えるための顕微鏡には、副尺（バーニヤ）つきの垂直のミリメートル目盛りが取り付けられており、ガイガーはスクリーン上の光の位置を正確に測定し、これから粒子の偏向角度を計算できた。A から放出されたアルファ粒子は、D の小円孔で絞られてビームになる。ガイガーは経路 D から E　の途中に金属箔を置いて それによる光の位置の変化も観測した。また、雲母やアルミニウムのシートを A に置いて、アルファ粒子の速度を変えることもできた。
この測定から、ガイガーは次のように結論を出した。
- 物質の厚さが増すと、偏向角の最尤値は大きくなる
- 偏向角の最尤値は物質の原子量に比例する
- アルファ粒子の速度が増すと、偏向角の最尤値は小さくなる
- 粒子が 90° を超えて偏向する確率は、ゼロに近いほど小さい

### ラザフォードによる散乱パターンの数学的モデル
上記の実験結果にもとづき、1911年にラザフォードは記念碑的な論文『α および β 粒子の物質による散乱と原子の構造』を発表した。その中で彼は、原子の中心には小さくて強靭な電荷の固まりがあると述べた（実際のところ、ラザフォードの計算では電荷を点として扱っている）。
数学的計算のために、彼はこの中心電荷は正（プラス）であると仮定した。しかしラザフォードもこのことは証明できず、さらなる実験を待つことになった。
ラザフォードは原子の中心の1点に正電荷が集中している場合に、箔がアルファ粒子の散乱をモデル化した数学的方程式を開発した。
{\displaystyle s={\frac {Xnt\csc ^{4}{\tfrac {\phi }{2}}}{16r^{2}}}\cdot \left({\frac {2Q_{n}Q_{\alpha }}{mv^{2}}}\right)^{2}}

s = 偏向の角度 Φ　で散乱されて蛍光板に当たるアルファ粒子の単位面積あたりの数
r = アルファ粒子の発生点から散乱物質までの距離
X = 散乱物質に入射してくる粒子の数
n = 散乱物質中の原子の単位体積あたりの数
t = 箔の厚さ
Qn = 原子核の正電荷
Qα =アルファ粒子の正電荷
m = アルファ粒子の質量
v = アルファ粒子の速度

### 1913年の実験
1913年の論文『大きな角度でのアルファ粒子の偏向の法則』で、ガイガーとマースデンは、ラザフォードの開発した上記の方程式の検証を試みた一連の実験について記述している。ラザフォードの式では、与えられた角度 Φ での毎分のシンチレーション数は、次の値に比例する。
1. csc4Φ/2
2. 箔の厚さ t
3. 中心の電荷 Qn
4. 1/(mv2) 2

1913年の論文では、これらの4つの比例関係それぞれについての実験を記述している。
偏向の角度による散乱の変化 (s ∝ csc4Φ/2 ) をテストするため、ガイガーとマースデンはターンテーブルに載せられた中空の金属シリンダのある装置を制作した。シリンダの内部にある金属箔とラドンによる放射線源は、シリンダとは切り離されている円柱上に設置され、シリンダはこれらに影響を与えずに回転する。この円柱は、シリンダからポンプで空気を抜くときの管の役目もする。対物レンズを蛍光硫化亜鉛膜で覆った顕微鏡がシリンダーの壁を貫通し、金属箔に向けられている。テーブルを回転させると顕微鏡は箔の回りを一周し、ガイガーは最大150°まで偏向したアルファ粒子を観察しカウントすることができた。実験誤差を修正した後、ガイガーとマースデンは、角度Φ で偏向してくるアルファ粒子の数は、まさしくcsc4Φ/2 に比例することを発見した。
ガイガーとマースデンは、箔の厚さによる散乱の変化 (s ∝ t ) をテストした。装置内に6個の穴を開けた円盤を取り付けた。 穴には厚さが異なるように金属箔 (F) を覆い被せた。前後のガラス板 (B および C) の間に円盤を置き、側面方向は真鍮のリング (A) で密閉した。円盤をロッド (P) を使って回転させれば、各ウィンドウをアルファ粒子線源 (R) の前に持っていくことができた。後部のガラス板上には硫化亜鉛の板 (Z) を置いた。ガイガーとマースデンは、硫化亜鉛板上に現れるシンチレーションの数は、厚さが薄い場合は厚さに比例することを発見した。
ガイガーとマースデンは、原子の中心の電荷の2乗に比例して散乱パターンが変わること (s ∝ Qn2 ) の測定にも、同じ装置を利用した。（中心に核の存在することを発見しただけなので、）正電荷の正体を知らなかったが、その大きさは原子量に比例すると仮定した。そこで、散乱が原子量の2乗に比例するかどうかをテストした。これには本来、各金属の単位体積当たりの原子数 n を知ると同時に実験に使う各金属箔の厚さ t を同じにする必要がある。しかし、彼らはシンチレーションを使って、各金属箔によるアルファ線の飛程の減少を観測し、アルファ線に対する各金属の阻止能を空気当量に換算した。これらの箔による毎分のシンチレーション数をカウントし、その値を箔の空気当量で除算し、次に原子量の平方根で除算した。（ガイガーとマースデンは、異なる金属箔でも同じ空気当量であれば、単位面積あたりの原子数は原子量の平方根に逆比例すると考えていた。）このようにして、金属箔の単位体積当たりの原子数 n を知ると同時に厚さ t を揃えなくても、nt の値が同じである各金属箔によって生成されるシンチレーションの数を得ることができた。この数を各金属の原子量の2乗で除算すると、その値はほぼ同じであることが分かった。彼らは、s ∝ Qn2　を証明したのである。
最後に、ガイガーとマースデンはアルファ粒子の速度と散乱の関係 (ie if s ∝ 1/v4 ) をテストした。またも同じ装置を使って、アルファ粒子源の前に雲母のシートを被せて、アルファ粒子を減速した。実験誤差の範囲で、シンチレーションの数はまさしく 1/v4　に比例することが分かった。

### 電荷の正負についての結論
1911年の論文（前述）では、ラザフォードは原子の中心の電荷を正（プラス）と仮定したが、その点はハッキリとは言い切れないと認めていた。正でも負でも、散乱モデルには適合したからである。
他の実験の結果を得て彼の確信は深められた。1913年の論文でラザフォードは、いろいろな気体中のアルファ粒子の散乱を試す実験の結果から、（彼がそう呼びはじめていた）“原子核”は正に帯電していると結論づけた。
1917年にラザフォードと助手のウィリアム・ケイは、気体の水素や窒素中のアルファ粒子の飛跡を検討した。ある実験では、アルファ粒子のビームを水素に当てると、水素原子核がビームの後方ではなく前方にはじき出された。アルファ粒子のビームを窒素に当てると、窒素原子核から水素原子核（つまり陽子）がはじき出された。

## あとがき
強く偏向したアルファ粒子を記録したとガイガーがラザフォードに告げたとき、ラザフォードは仰天した。後日のケンブリッジ大学の講義で、ラザフォードはこう述べている。
それは人生でもっとも信じがたい出来事でした。 15インチ砲弾をティッシュペーパーに撃ち込んだら、跳ね返ってきて自分に当たったのです。いろいろ考えて、この後方散乱は1回の衝突によるものだと判断しました。計算してみると、原子の質量の大部分が小さな核に集中していないかぎり起こりえない結果だと分かったのです。そのときに原子には電荷を帯びた小さな質量中心があると考えるようになりました。—アーネスト・ラザフォード
すぐに称賛が押し寄せた。土星型の原子模型を提案していた長岡半太郎は、1911年に東京からのラザフォードに宛てた手紙で「貴殿のシンプルな装置でのあざやかな成果、おめでとうございます」と書いた。天文学者のアーサー・エディントンはラザフォードの発見を、その昔デモクリトスが原子を提案して以来の重要な科学的成果と呼んだ。ラザフォードによる原子核の発見は、原子核物理学の幕開けを告げるものであった。

## 関連記事
- アーネスト・ラザフォード
- 原子核
- ラザフォード散乱
- 原子模型
- ラザフォードの原子模型
- ラザフォード後方散乱分光法（英語版）